# 퍼렐 윌리엄스
퍼렐 랜실로 윌리엄스(영어: Pharrell Lanscilo Williams, 1973년 4월 5일 ~ )는 미국의 음악가이자 패션 디자이너이다.
채드 휴고와 함께 넵튠스라는 음악 프로듀서 집단을 조직했으며, 지난 2000년에는 파트너인 휴고와 어릴 적 친구인 셰이 헤일리와 함께 N.E.R.D라는 그룹을 조직하였다. 또한 그는 2007년에 루페 피에스코, 칸예 웨스트 등의 랩퍼들과 함께 Child Rebel Soldier라는 힙합 그룹을 조직하였으며, 2009년 기준으로 앨범 제작 준비 중에 있다. 그는 2003년 여름, 빌보드 차트 5위에 오른 Frontin'이라는 싱글을 발매하여 독자적으로 활동하였으며 2006년에는 솔로 음반인 In My Mind를 발매하기도 하였다. 프로듀서로서 그는 파트너 채드 휴고와 함께 90년대 후반부터 메인스트림에서 활동하였고, 1998년에 발매된 랩퍼 Noreaga의 Superthug을 통해 팬들과 업계의 주목을 받기 시작하였다. 그 이후로도 계속 넵튠스로 활동하며 그는 지난 10여 년간 수많은 히트 싱글을 제작했으며, 그래미 상을 3회 수상하는 영예를 누리기도 하였다. 패션 디자이너이자 사업가로서 그는 친구인 패션 브랜드 BAPE의 설립자 니고와 함께 Billionaire Boys Club(BBC)과 Ice-Cream을 설립하였다.

## 일생

### 어린 시절
퍼렐 윌리엄스는 1973년 4월 5일, 미국의 버지니아주 버지니아 비치에서 태어났다. 그는 교사인 어머니 캐럴린 윌리엄스와 잡역부인 파로아 윌리엄스 사이의 삼형제 중 첫째이다. 그는 그의 음악적 파트너인 채드 휴고와 중학교 1학년(7학년)때 여름 방학 밴드 캠프에서 처음 만났다. 그때 윌리엄스는 키보드와 드럼을 연주했고, 휴고는 테너 색소폰을 연주했다. 그들은 학교의 마칭 밴드의 멤버이기도 했다. 윌리엄스는 스네어 드럼을 연주했고, 휴고는 지휘자였다.

### 초기 경력
(아래 항목에서 '제작'으로 설명되는 부분은, 작·편곡을 포함한다)
고등학생이 된 그는 1990년에 휴고와 학교 친구인 셰이 헤일리, 마이크 에더릿지와 함께 정통 R&B를 연주한 밴드인 초기의 넵튠스를 조직하였다. 그들은 밴드의 공연을 위해 고등학교의 작은 탈렌트 쇼에 나가게 되었는데, 쇼를 구경하러 온 프로듀서 테디 라일리의 눈에 띄게 되었고 그들은 그렇게 라일리와 계약을 맺게 되었다. 그러나 이후에 셰이 헤일리는 개인 사정상 팀에 남지 못하게 되었고 마이크 에더릿지는 부모의 반대로 인해 팀을 탈퇴하였다. 때문에 넵튠스는 잠시 동안 해체되었다. 그러나 윌리엄스와 휴고의 계약은 그 이후로도 유효했다.
어린 나이에 테디 라일리와 함께 작업한 윌리엄스는 지난 1992년에 전 세계적인 인기를 누린 Wreckx-N-Effect의 Rump Shaker의 verse 부분 가사를 썼다. 그리고 같은 해에 발매된 SWV의 Right Here에 짧은 랩(S-Double-U-S-Vee-)을 하여 참여하였다. 1994년, 윌리엄스와 휴고는 다시 한 번 넵튠스로 뭉쳤고 프로듀서 집단으로 전향하였다. 테디 라일리의 도움으로 테디 라일리의 그룹인 Blackstreet의 데뷔 앨범 수록곡 Tonight's The Night를 제작하였으며, 이후 Mase의 1997년작 Lookin' At Me를 제작하여 승승장구하다 1998년에 Noreaga의 Superthug을 제작해 주목 받기 시작한다.
1999년에는 Kelis의 <Kaleidoscope> 앨범 수록곡을 모두 제작하였고, Mystikal의 Shake Ya Ass, 우 탱 클랜의 멤버인 올 더티 바스타드의 Got Your Money를 제작했다.

### 2000년대 초반과 N.E.R.D의 데뷔
2000년이 되고, 넵튠스는 그들의 어린 시절 친구인 셰이 헤일리와 다시 한 번 팀을 이루기로 결정한다. 그러고는 N.E.R.D를 결성하게 된다. 같은 해, 제이-지의 I Just Wanna Love U를 제작하여 대중적인 성공을 얻었다. 2001년에는 그들이 제작한 브리트니 스피어스의 싱글 I'm A Slave 4 U가 전 세계적인 인기를 얻게 되었다. 또한, 같은 해에 발매된 저스틴 팀버레이크의 솔로 데뷔 앨범 <Justified>의 수록곡 다수를 제작하여 2004년, 첫 번째 그래미 상(최우수 팝 보컬 앨범 상)을 수상하게 된다. 고등학교 친구인 형제 랩 듀오 클립스의 데뷔 앨범인 <Lord Willin'>의 전곡을 제작하기도 하는데, 수록곡 Grindin'을 통해 많은 이들에게 인상을 남겼으며, 현재에도 많은 이들에게 '미니멀한 넵튠스 사운드의 절정'으로 화자되고 있다. 그해 여름, 패럴 윌리엄스가 "우리의 맛을 느낄 수 있는, 신시사이저로 구현한 일렉트릭 락."이라고 설명한 N.E.R.D의 데뷔 앨범 <In Search Of...>가 유럽에서 처음 발매되었다. 앨범의 모든 수록곡에 넵튠스스러운 사운드가 전면에 배치되어 있었다. 그러나 미국 발매를 앞두고 휴고가 "넵튠스와 N.E.R.D는 별개의 팀이어야 하지 않겠나, 미국판에선 실제 악기를 쓰자."라고 건의하였고 윌리엄스가 이에 동의하여 결국 그들은 밴드 Spymob를 초빙하여 앨범 전곡을 전면 재녹음하게 된다. 덕분에 2002년에 발매된 <In Search Of...>의 미국 발매판은 인지도의 부족으로 대중적인 성공을 얻지는 못하였으나, '락과 힙합의 성공적인 융합'으로 평단의 호평을 받는 데에 성공하였다. 이후 전 세계적으로 히트한 Nelly의 Hot In Herre를 제작하여 그들의 전성기를 알린다.

### 전성기
2003년, 넵튠스는 <The Neptunes Presents... Clones>라는 컴필레이션 앨범을 발매한다. 제이-지, 버스타 라임스, 스눕독, 루다크리스, 클립스, 스파이몹, 제이다키스, 슈퍼캣 등이 게스트로 참여한 이 앨범은 평단의 호평과 대중적 인기를 얻는데 성공하였다. 앨범 발매에 앞서 발매된 제이-지가 피쳐링한 패럴의 싱글 Frontin'은 빌보드 차트 5위까지 오르는 데 성공하여 자신의 존재를 알렸고, 넵튠스가 제작하고 윌리엄스가 피쳐링한 스눕독의 싱글 Beautiful이 빌보드 차트 6위까지 올라 윌리엄스는 대중적인 주목을 받기 시작하였다. 이러한 성과로 인해 2003년에 미국 전역의 라디오에서 방송된 음악의 43%가 넵튠스가 제작한 트랙이라는 통계도 나왔다. 2004년, N.E.R.D의 두 번째 앨범 <Fly Or Die>가 발매되는데, 윌리엄스의 인지도 상승 효과로 인해 빌보드 앨범 차트 6위에 올랐다. <Fly Or Die>에서 주목해야 할 점은 수록곡 Maybe를 제외한 전곡의 연주를 멤버들 본인이 직접 했다는 것인데, 락밴드도 아닌 그룹의 멤버로서는 드문 경우였다.
스눕독이 윌리엄스와 휴고가 설립한 레이블인 Star Trak과 계약한 이후 패럴 윌리엄스는 인터뷰에서 "스눕독에게 제2의 전성기를 선사할 준비가 되어있다."라며 포부를 밝혔고, 2004년에 발매된 싱글 Drop It Like It's Hot은 빌보드 차트 1위에 오르며 스눕독에게 제2의 전성기를 선사하였다.

### 독자적인 활동
멤버들과 N.E.R.D가 소속되어 있던 버진 레코드사와의 분쟁으로 인해 N.E.R.D는 해체되었다. 같은 시기에 윌리엄스는 그웬 스테파니의 Hollaback Girl을 홀로 제작하는데, 빌보드 차트 1위에 오르며 히트했다. 2005년 9월, 윌리엄스는 Hollaback Girl의 성공에 힙 입어 그웬 스테파니가 피쳐링한 싱글 Can I Have It Like That을 발매하였다. 안타깝게도 빌보드 차트 48위까지 밖에 오르지 못 하여 미국에선 실패했지만, 영국의 UK 차트에선 3위까지 오르며 선전하였다. 2006년에는 솔로 앨범 <In My Mind>를 발매하였다. 앞서 발매된 싱글들이 모두 미국 시장에서 참패하였으나, 아이러니하게도 앨범은 빌보드 앨범 차트 3위에 올랐다. 훗날 윌리엄스는 <In My Mind>에 대해 "시간이 많이 부족했다."라며 완성도에 큰 아쉬움을 나타내었다. 윌리엄스는 같은 해에 발매된 클립스의 앨범 <Hell Hath No Fury>의 전곡을 홀로 제작하였는데 상업적으로는 실패하였으나 비평적으로는 "길이 남을 명작을 만들었다." 이후에도 그는 독자적인 활동을 벌이는데 그렇다할 성과를 나타내지는 못 하였으나, 2008년 여름에 발매된 마돈나의 앨범 <Hard Candy>의 제작에 큰 비중으로 참여한다.

### N.E.R.D 재결합
N.E.R.D가 공식적으로는 해체되었지만 멤버들이 자비로 N.E.R.D의 투어를 다니고 있을 때, 멤버들은 팬들이 보여준 에너지에 '꽂혔다'고 한다. 비슷한 시기에 그들의 독자적인 레이블인 Star Trak Entertainment를 인터스코프 레코드사의 자회사로 편입시켰으며, 셰이 헤일리를 레이블로 영입한다. 2006년에 N.E.R.D의 세 번째 앨범 <N3RD> 작업에 돌입하게 되는데 이후 "디스커버리 채널에 나온 공감각 프로그램에서 영감을 받아." 프로젝트의 이름을 <Seeing Sounds>로 변경하게 된다. 2008년 여름에 드디어 <Seeing Sounds>는 발매되는데, 빌보드 앨범 차트 7위로 데뷔했으며, 발매 첫 주에 8만장이 팔려 나가는 선전을 했다.

### 이후 작업
2009년, 윌리엄스는 휴고와 함께 영화 '패스트 앤 퓨리어스' OST에 전면 참여하며 프로듀서로서의 건재함을 과시하였고 클립스의 세 번째 앨범 <Till The Casket Drops>의 작업을 끝 마쳤다. 블랙 아이드 피스의 엄청난 성공에 영향을 받은 듯이 N.E.R.D에 여성 멤버 Rhea를 영입하기도 하였으며, N.E.R.D의 네 번째 정규 앨범인 <Instant Gratification>를 준비했다. 발매에 앞서 싱글인 Soldier가 아이튠즈에 공개되었다.
하지만 신규 멤버가 크리스 브라운과의 염문설에 휩쌓이며 그룹은 내부적인 갈등에 직면했고, 이에 Rhea는 N.E.R.D에서 탈퇴되었다. 또한 이 시기 즈음에 네 번째 정규 앨범의 제목과 컨셉이 전면적으로 수정되었다. 이전에 거론된 바 있었던 블랙 아이드 피스를 의식한 듯한 상업적인 모습은 철저히 배제한 체 말이다.
2013년에는 로빈 시크의 Blurred Lines를 제작하고 피쳐링해 대단한 상업적 성과를 냈다. 또한 다프트 펑크의 Random Access Memories에 가수로 참여하였는데 그가 피쳐링한 수록곡 Get Lucky가 공전의 히트를 기록함에 따라 상업적 재기에 완전히 성공하였다. 2000년대 중후반 이후로는 상업 작곡가이자 프로듀서로서 차트와는 인연이 없었기 때문이다.
2014년 씨 로 그린을 대신해 《더 보이스》의 새로운 코치로 합류하였다.

## 사업
그는 지난 2004년에 그의 절친한 일본인 친구이자 BAPE의 설립자인 일본의 DJ 니고와 함께 패션 회사 BBC, Ice-Cream 등을 설립하였다. 2008년에는 루이비통의 선글라스와 주얼리 라인을 공동 디자인했다.

## 인생
그는 공상과학 드라마 스타 트렉의 팬이기 때문에 채드 휴고와 함께 설립한 레이블의 이름을 스타 트랙(Star Trak)으로 명명하였다. 그는 지금까지 1억 5천만불을 벌었고 자택에는 하프파이프가 설치되어 있으며, 페라리 엔쵸 등의 슈퍼 카를 소유하고 있다.

## 출연 작품
- 그린치 - 내레이션 (목소리)